# Vasilijus Matuševas
Vasilijus Matuševas (Žagarinė, 18 de outubro de 1945 — 24 de outubro de 1989) foi um jogador de voleibol da Lituânia que competiu pela União Soviética nos Jogos Olímpicos de 1968.
Em 1968, ele fez parte da equipe soviética que conquistou a medalha de ouro no torneio olímpico, no qual jogou em duas partidas.